# Antonio Lima
Antonio Lima (4 aprile 1917 – San Francisco, anni 1960) è stato un mafioso italiano naturalizzato statunitense, a capo della cosca mafiosa di San Francisco, dal 1937 al 1953.

## Biografia
Nato in Sicilia, Lima divenne esponente della mafia di San Francisco sin dalla fine degli anni dieci. Nel 1937, con la morte del boss Francesco "Frank" Lanza, Lima fu nominato capo della famiglia. Lima era un imprenditore, come proprietario di alcune concessionarie di automobili nella cittadina di San Mateo, appena fuori San Francisco. Lima era un uomo molto riservato, infatti si hanno poche informazioni su di lui.
Alla metà degli anni quaranta, ordinò l'omicidio del malavitoso Nick DeJohn della Chicago Outfit, che si era trasferito a San Francisco. Dopo questo omicidio promosse come vicecapo il mafioso Michael Abati. Il 27 aprile del 1953, Lima fu condannato a 20 anni di prigione per numerosi reati, dove morì di cause naturali. Alla guida della cosca gli succedette il suo vicecapo Michael Abati.